# Pierre David (Verviers)

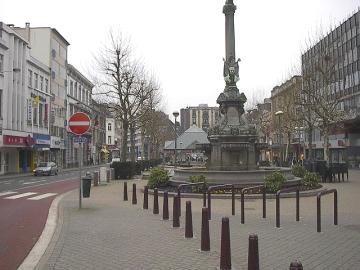
Davidfontein

Pierre David (Verviers 9 januari 1771 - 30 juni 1839) was industrieel en lid van het Nationaal Congres. Hij bleef vrijgezel.
Vanaf de Franse Tijd werd David actief in het openbaar leven in Verviers:
- 'officier municipal' op 27 mars 1799
- maire van 4 juli 1800 tot in 1808
- lid van de arrondissementsraad op 5 februari 1814

Onder het Verenigd Koninkrijk der Nederlanden was hij gemeenteraadslid van Verviers.
In 1830 werd hij door het Voorlopig Bewind tot burgemeester benoemd en besliste hij dat de raadszittingen voortaan openbaar zouden zijn. Op het fronton van het stadhuis liet hij schrijven 'Publicité, sauve-garde du peuple'. In 1836 werd hij herkozen en opnieuw tot burgemeester benoemd. Hij werd ook provincieraadslid.
In 1830 werd hij ook verkozen tot lid van het Nationaal Congres voor het arrondissement Verviers, waar hij zetelde tot in april 1831.
Hij was een van de negen Congresleden die voor een republiek stemden. Later stemde hij voor de vereniging van de Belgische provincies met Frankrijk. Hij bleef niet in een Congres dat volledig in een andere richting evolueerde, en nam voor het einde van de werkzaamheden ontslag.
Op 30 juni 1839 wilde David zijn hooizolder verluchten. Toen hij de luiken open trok kwam er één los en viel naar beneden. David werd meegesleurd, viel met zijn hoofd op een steen, en was op slag dood.

## Eerbetoon
David werd in 1883 geëerd met een fontein op de Place Verte van Verviers, gecreëerd door de beeldhouwer Clément Vivroux. Op 31 augustus 2020 werd bekend dat, wat als een mythe werd beschouwd, het hart van de eerste burgemeester was gevonden in deze Davidfontein. Volgens de overlevering was het aanvankelijk bewaard in een koffertje in het gemeentehuis en was dit in 1883 overgebracht naar de fontein. De kist met het hart zullen tentoongesteld worden in het plaatselijke museum van schone kunsten.